# 貝德尼亞河

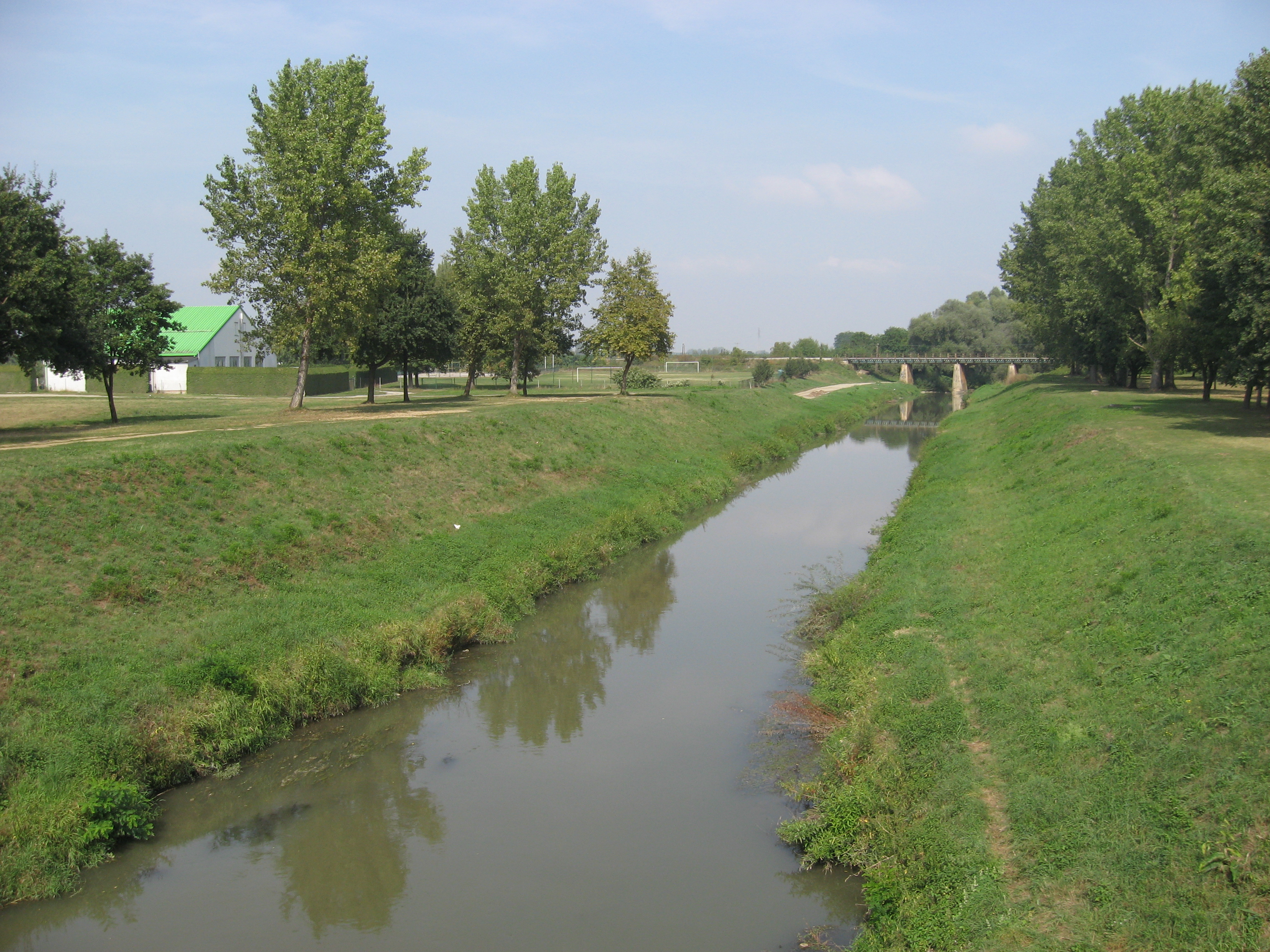

貝德尼亞河是克羅地亞的河流，位於該國北部，屬於德拉瓦河的右支流，河道全長133公里，流域面積966平方公里，河畔城鎮有新馬羅夫。